# میخائیل ایپولیتف ایوانف

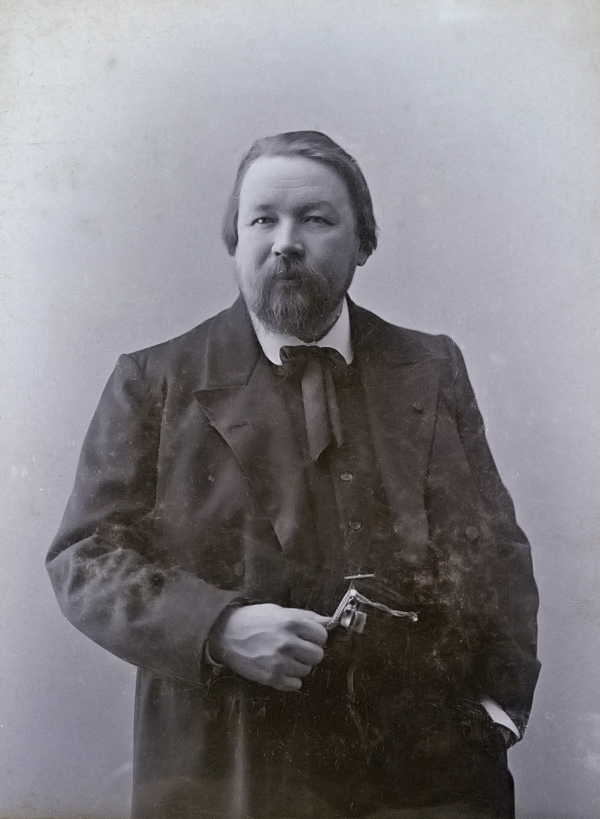
میخائیل ایپولیتُف ایوانُف

میخائیل میخائیلوویچ ایپولیتُف ایوانُف (به روسی: Михаил Михайлович Ипполитов-Иванов) آهنگساز و آموزگار موسیقی روس در ۱۹ نوامبر ۱۸۵۹ در گاچینا به دنیا آمد و در ۲۸ ژانویه ۱۹۳۵ در مسکو در گذشت.

## برخی از آثار
- اپرای آخرین سنگر
- راپسودی ارمنی
- مارش ترک
- سوئیت کاتالان (کَتَلان)
- بر روی ولگا
- شبی در گرجستان برای هارپ، فلوت، اُبوا، کلارینت، فاگوت
- فهرست آثار آوازی

## شنیدن آثار
- youtube